# Kraftwerk Ottensheim-Wilhering
Das Kraftwerk Ottensheim-Wilhering ist ein Laufkraftwerk in der Donau zwischen den beiden oberösterreichischen Gemeinden Ottensheim und Wilhering. Dieses österreichische Donaukraftwerk wurde 1970–1974 errichtet.

## Lage
Da die Grenzen zwischen Ottensheim und Wilhering zu einer Zeit festgelegt wurden, als die Donau noch nicht reguliert war, befindet sich das Kraftwerk Ottensheim-Wilhering in Wirklichkeit fast ausschließlich auf Ottensheimer Gemeindegebiet, da bis kurz hinter dem Kraftwerk die gesamte Breite der Donau sowie ein Teil südlich der Donau („Marktau“) zu Ottensheim gehören. Lediglich ein Teil des Umspannwerkes, südlich der Donau, liegt auf Wilheringer Gemeindegebiet.

## Technische Beschreibung
Die Anlage hat fünf Wehrfelder und zwei Schleusenkammern (je 230 × 24 m). Die Staulänge des Flusses beträgt 16 km und das Stauziel liegt auf einer Seehöhe von 264,2 m bei Flusskilometer 2.146,73.
Neun Maschinensätze im Maschinenhaus, welches am rechten, südlichen Donauufer errichtet wurde, liefern elektrischen Strom in das öffentliche Stromnetz. Der Ausbaudurchfluss beträgt 2.250 m³/s und das Regelarbeitsvermögen jährlich 1.135 Mio. kWh.
Jeder dieser Maschinensätze besteht aus einer Kaplan-Rohrturbine mit je einem direkt gekoppelten Drehstromgenerator.
Die Kaplan-Rohrturbinen 1–3 haben eine Nennleistung von je 20.200 kW und einen Nenndurchfluss von je 238 m³/s, die Turbinen 4–9 haben eine Nennleistung von je 20.400 kW und einen Nenndurchfluss von je 240 m³/s. Der Laufraddurchmesser von 5,6 m und die Nenndrehzahl von 100/min sind bei allen neun Turbinen identisch. Die Rohfallhöhe beträgt 10,5 m.

## Ökologie
Das Kraftwerk Ottensheim-Wilhering war das erste Kraftwerk an der österreichischen Donau, bei dem Kaplan-Turbinen mit horizontaler Welle eingebaut wurden. Diese Bauweise ermöglicht ein niedrigeres Kraftwerksgebäude, das sich besser in die umgebende Landschaft einfügt.

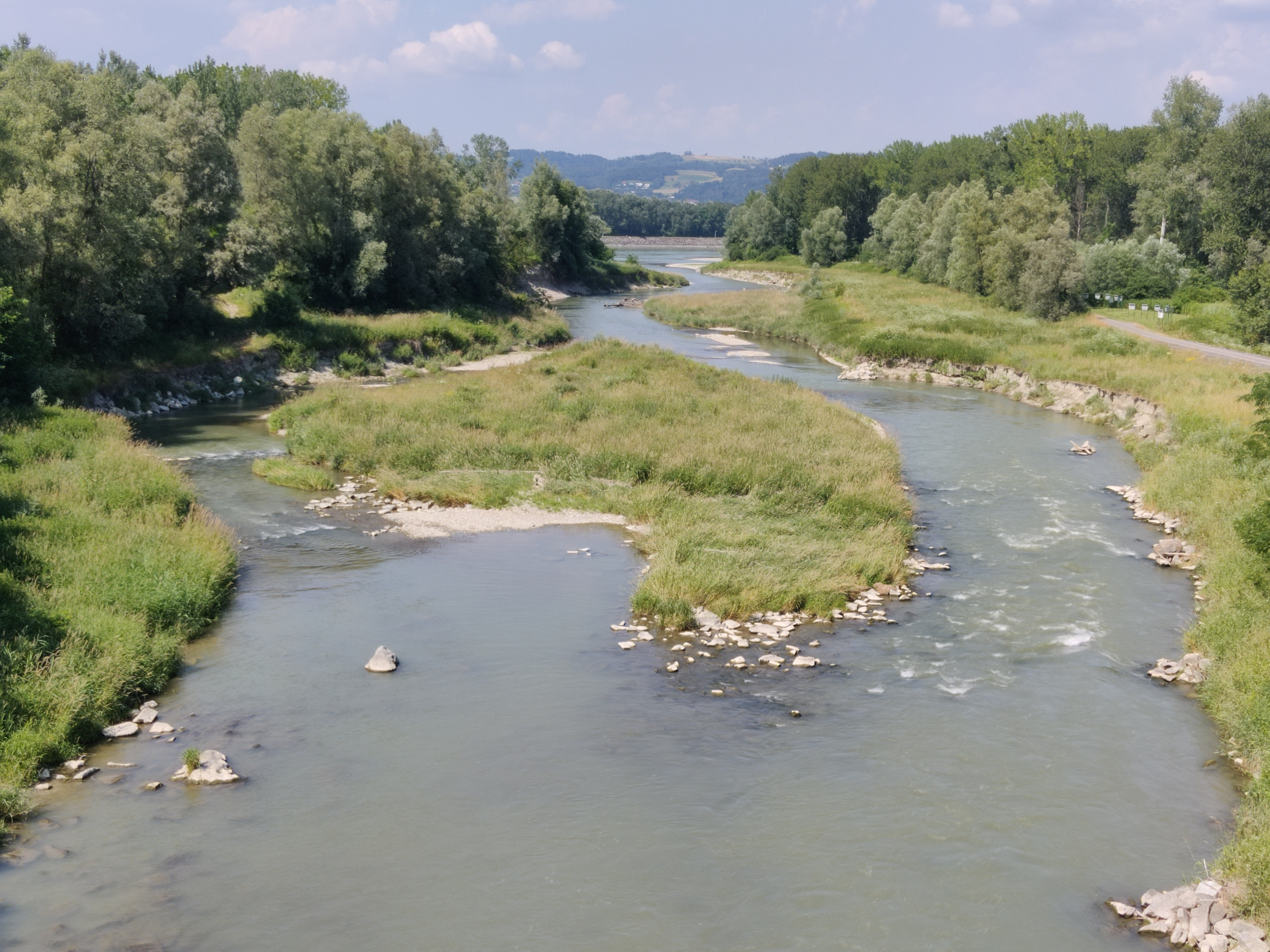
Mündung Innbach

Die Möglichkeit zur Fischwanderung wird durch ein 14,2 km langes Umgehungsgewässer erreicht. Mit der Fertigstellung 2017 führt dessen Verlauf über den Brandstätter Donauarm und die Aschach in den Innbach unterhalb des Wehrs wieder zur Donau.
Der Stauraum im Eferdinger Becken wird als Bade- und Freizeitparadies genutzt. Im ruhigen Altarm der Donau wurde eine internationale Regattastrecke errichtet, auf der regelmäßig auch internationale Wettbewerbe im Rudern und Kajak stattfinden.

## Hochwasser
Die Wehrbetriebsordnung des Kraftwerkes sieht vor, dass bei Hochwasser, die Donau in das Eferdinger Becken abgeleitet wird. Beim Hochwasser im Juni 2013 strömte beim Wasserstand von 264,90 m ü. A. (linksufrig) bzw. 264,75 m ü. A. (rechtsufrig) Wasser ins Eferdinger Becken ab. Dies führte zu weitläufigen Überschwemmungen und Schäden an Wohnhäusern. In Folge dieser Ereignisse wird eine Änderung der Wehrbetriebsordnung angestrebt und der Hochwasserschutz im Eferdinger Becken neu gestaltet.